# Monduli
Monduli es un valiato de Tanzania perteneciente a la región de Arusha.
En 2012, el valiato tenía una población de 158 929 habitantes.
El valiato abarca el espacio comprendido entre la capital regional Arusha y el lago Manyara. La localidad se ubica unos 30 km al oeste de la capital regional Arusha.

## Subdivisiones
Se divide en las siguientes katas:
- Engaruka
- Engutoto
- Esilalei
- Lepurko
- Lolkisale
- Majengo
- Makuyuni
- Meserani
- Moita
- Monduli Juu
- Monduli Mjini (la capital)
- Mswakini
- Mto wa Mbu
- Selela
- Sepeko